# Marcus Hahnemann
Marcus Stephan Hahnemann, född den 15 juni 1972 i Seattle i Washington, är en amerikansk professionell före detta fotbollsspelare som avslutade sin karriär i Seattle Sounders i Major League Soccer (MLS).
Hahnemann spelade nio landskamper för USA och var uttagen till USA:s trupp till fotbolls-VM 2006 i Tyskland. Han fick dock inte spela någon match utan var reserv bakom Kasey Keller och Tim Howard.